# Gohia falxiata
Gohia falxiata is een spinnensoort in de taxonomische indeling van de Desidae.
Het dier behoort tot het geslacht Gohia. De wetenschappelijke naam van de soort werd voor het eerst geldig gepubliceerd in 1909 door Hogg.